# Assad al Zubi
Assad al Zubi (tiếng Ả Rập: أسعد الزعبي) (sinh năm 1956) là một tướng lĩnh của Quân đội Syria Tự do người Sunni, đã đào thoát khỏi Quân đội Syria để gia nhập Quân đội Syria Tự do. Ông theo học tại Học viện Không quân Syria năm 1974, tốt nghiệp năm 1977 với cấp bậc trung úy và sau đó được thăng lên thành thiếu tướng. Ông cũng từng làm cố vấn quân sự ở Yemen trong hơn hai năm. Ông hiện đang giữ chức vụ lãnh đạo trong Mặt trận phía Nam. Trước khi đào ngũ, ông phục vụ trong Lực lượng Không quân Ả Rập Syria và là người đứng đầu nhánh không quân của Học viện Quân sự Tối cao Syria. Vào tháng 1 năm 2016, al-Zubi được bổ nhiệm làm Trưởng đoàn phái đoàn đối lập tham dự hội nghị Geneva lần thứ 3 về tương lai của Syria.